# Treslong (wijk)
Treslong is een wijk in Hillegom.
De wijk is gebouwd in de jaren 1990 en ligt een halve kilometer ten noordoosten van het voormalige Treslongcomplex, waaraan het zijn naam ontleent. De wijk ligt langs de Olympiaweg en de Weerlaan. Typerend is de speeltuin te midden van de wijk, die bekendstaat als 'het speeleiland', omdat dit in de beginjaren van Treslong omringd was door water.
De wijk Treslong bevat twee losstaande flats van vier etages met beide zo'n dertig woningen. Verder zijn er veel rijtjeshuizen te vinden (in de straten Maurick, Treslong, Oijen, Popkensburg en Assemburgh), maar ook twee-onder-één-kap huizen (in de Biljoen, Treslong, Waardenburg).